# Альт-Шверін
Альт-Шверін (нім. Alt Schwerin) — громада в Німеччині, розташована в землі Мекленбург-Передня Померанія. Входить до складу району Мекленбургіше-Зенплатте. Складова частина об'єднання громад Амт-Мальхов.
Площа — 44,56 км2. Населення становить 558 ос. (станом на 31 грудня 2020).